# Carabodes samoënsis
Carabodes samoënsis är en kvalsterart som beskrevs av J. och P. Balogh 1986. Carabodes samoënsis ingår i släktet Carabodes och familjen Carabodidae. Inga underarter finns listade.